# Бако (Латина)
Бако је насеље у Италији у округу Латина, региону Лацио.
Према процени из 2011. у насељу је живело 78 становника. Насеље се налази на надморској висини од 74 м.